# Gomphonema auritum
Gomphonema auritum A. Braun ex Kützing – gatunek okrzemek występujących w wodach ubogich w elektrolity, w słabo kwaśnych źródłach oraz strumieniach krzemianowych regionów górskich. Po raz pierwszy opisany z jeziora Titisee w Badenii przez Brauna, jednak dopiero opis Friedricha Kützinga z 1849 jest uznany za właściwy.

## Morfologia
Komórki w widoku od strony pasa obwodowego są wąsko klinowate. Żywe komórki na górnym końcu mają galaretowaty wyrostek w formie rogu. Kształt okryw słabo do umiarkowanie zmiennego w obrębie cyklu podziału komórki, lancetowaty, łódeczkowaty, słabo maczużkowaty w przybliżeniu z jednakowo spiczasto zaokrąglonymi dolnym i górnym biegunem. Długość pojedynczych organizmów to 18–65 μm, a szerokość 4,5–6 μm. Prążki zmienne od niemal równoległych po mniej więcej promieniste, po 10–14 na odcinku 10 μm. Występujące pole osiowe jest wąskie razem z rafą lekko faliste, natomiast rafa nitkowata o wąsko równoległym (przy wewnętrznej i zewnętrznej szczelinie) przebiegu. Pole środkowe jest małe jednostronne, gdzie stigma znajduje się blisko leżącego naprzeciw niej prążka. Pole porowe widoczne jest tylko w skaningowym mikroskopie elektronowym na biegunie górnym, zazwyczaj na dolnym biegunie, przez które najprawdopodobniej wydostaje się galaretowaty róg. Nazwa łacińska oznacza „długoucha”.

## Ekologia
Gatunek słodkowodny, fitobentosowy. Jest kosmopolityczny. Niepewna koncepcja tego gatunku, a przede wszystkim nieodróżnianie w przeszłości od Gomhponema gracile Ehrenberg (gatunek niepewny i ciężki do zdiagnozowania w tamtych czasach) spowodowało, że rozprzestrzenienie i amplituda ekologiczna Gomphonema auritum nadal wymagają krytycznych obserwacji. Na podstawie wyników monitoringu w Polsce, gatunek ten występuje często w wodach oligotroficznych i lekko mezotroficznych. Ponadto pojawia się w jeziorach bogatych w wapń i jest często znajdowany w górach natomiast rzadziej na nizinach i w zbiornikach o niskiej mineralizacji. Z powodu możliwych pomyłek wystąpienia tego gatunku w krzemianowych wodach wymagają weryfikacji.
Porasta pędy makrofitów zarówno żywe, jak i obumarłe, przy czym według badań w hiszpańskich jeziorach preferuje te pierwsze.
Do Gomphonema auritum przypisano wartość wskaźnika trofii wynoszącą 0,6 a saprobii 1,1 w polskim wskaźniku okrzemkowym IO dla rzek, co odpowiada wodom czystym. Podobnie jest w przypadku wskaźnika dla jezior IOJ – jest gatunkiem referencyjnym, czyli uznanym za wskaźnik ich dobrego stanu, a wskaźnik trofii to 0,3.

## Gatunki podobne
Gomphonema auritum jest podobna do Gomphonema hebridense, która od niej odróżnia się dzięki często tępym biegunom i przeciętnie gęściej ustawionym prążkom (12–18 w 10 μm), dodatkowo mając bardziej faliste krawędzie. Ponadto często wydaje się być asymetryczna względem osi podłużnej, a nie linearno-lancetowata jak Gomhponema auritum.